# 李謜
李謜（782年—799年11月20日），唐朝皇子，原是唐顺宗李诵之子，祖父唐德宗李适因宠爱他抚养他，作为第六子。
贞元四年（788年），李謜封邕王，授开府仪同三司。贞元七年（791年），定州张孝忠去世，唐德宗以李謜领义武军节度大使、易定观察等使，以定州刺史张茂昭为留后。贞元十年（794年）六月，潞帅李抱真去世，又以李謜领昭义节度大使、泽潞邢洺名磁观察等使，以潞将王虔休为潞府司马、知留后。贞元十五年（799年）十月十九，李謜去世，时年十八。废朝三日，追赠文敬太子，十二月，葬在昭应县，百官出通化门送灵。当天风雪寒甚，下诏置陵署令丞。  

## 延伸阅读
[在维基数据编辑]
 《舊唐書/卷150》，出自刘昫《舊唐書》